# Улиткино (Рамешковский район)
Улиткино — деревня в Рамешковском районе Тверской области.

## География
Находится в восточной части Тверской области на расстоянии приблизительно 11 км на юг по прямой от районного центра поселка Рамешки.

## История
Упоминается с 1646—1647 годов как пустошь во владениях Московского Вознесенского девичьего монастыря. В 1678 году уже деревня, где 1 крестьянский двор, 4 бобыльских, в 1709 году — 2 крестьянских (5 мужчин) и 3 пустых двора. В 1859 году в казенной русской деревне Улиткино 17 дворов, в 1887 — 39. В советское время работали колхозы «Честный труд», им. Буденного и «Вперед». В 2001 году в деревне 15 домов постоянных жителей и 28 домов — собственность наследников и дачников. До 2021 входила в сельское поселение Застолбье Рамешковского района до их упразднения.

## Население
Численность населения: 183 человека (1859 год), 227 (1887), 268 (1941), 39 (1989), 29 (русские 100 %) в 2002 году, 16 в 2010.